# Kinston (Észak-Karolina)
Kinston település az Amerikai Egyesült Államok Észak-Karolina államában, Lenoir megyében, melynek megyeszékhelye is. Lakosainak száma 19 900 fő (2020. április 1.).

## Népesség
A település népességének változása:

| 2010 | 21 677 |
| 2020 | 19 900 |